# Gálosfa
Gálosfa là một thị trấn thuộc hạt Somogy, Hungary. Thị trấn này có diện tích 19,76 km², dân số năm 2010 là 303 người, mật độ 15 người/km².